# Brütting (Sportartikelhersteller)
Brütting ist ein deutscher Sportschuhhersteller mit Sitz in Küps, der 1946 von Eugen Brütting als Schuhfabrikation gegründet wurde. Später fusionierte Brütting mit dem Handelsunternehmen Geka-Sport GmbH.

## Geschichte
Der Grundstein für die Firma Brütting legte im Jahr 1946 der ausgebildete „Schuhmodelleur“ Eugen Brütting mit der Eröffnung einer eigenen Schuhfabrik.
Im Jahr 1965 gründete Brütting den Unternehmenszweig „EB-Sport-International“, in dem der Schwerpunkt auf Leichtathletik lag. 1966 wurde Arnd Krüger in Brütting-Schuhen Deutscher (Hallen-)Meister über 800 Meter. Sein Athleten verschiedenster Sportarten umfassendes Spezialschuhprogramm setzte sich mit der Zeit durch. Unter anderem wurden Schuhe fürs Fechten, Gewichtheben, Boxen, Ringen und Laufen angeboten. Die wohl berühmtesten Träger der Marke Brütting waren Liesel Westermann, die bei den Olympischen Spielen 1968 die Silbermedaille im Diskus gewann, Bernd Kannenberg, der bei den Olympischen Spielen 1972 im 50-km-Gehen Gold gewann, sowie Peter Müller, Boxer und ehemaliger deutscher Meister im Mittelgewicht.
Zusammen mit dem neuseeländischen Leichtathletiktrainer Arthur Lydiard und verschiedenen anderen Sportlern entwickelte Eugen Brütting bereits 1970 den Laufschuh „Roadrunner“, der mit seinem Aufbau aus leichtem Wildleder statt Glattleder mit dämpfender Mittelsohle aus Zellgummi als eine der Urformen moderner Laufschuhe gilt und wegen seiner neuartigen Sichelleisten unter der gesamten damaligen Läuferelite einen hervorragenden Ruf genoss. Aus diesem entstand später der Fußerholungsschuh „Siesta“, dessen besondere Eigenschaft in einer optimalen Fußanpassung lag.
1972 erkannte Brütting die wachsende Bedeutung des Tennismarktes und setzte seinen zweiten Modell- und Produktionsschwerpunkt auf den Bereich Tennisschuhe. Parallel dazu machte sich Gerhard Krapp im Mai 1973 mit der Firma GEKA-Sport GmbH selbstständig, die ebenfalls im Schuh- und Sportbereich tätig war. Im September 1984 wurde Bernhard Meyer als zweiter Geschäftsführer eingestellt, mit dem Gerhard Krapp Mitte der 1980er Jahre zusammen die Firma Brütting übernahm. Unter dem neuen Namen „EB-Sport Schuh-Vertriebs GmbH“ wurde der Betrieb schließlich fortgeführt.
Eugen Brütting stand ab 1984 der Firma als Modelleur und zusätzlich als Berater bis zu seinem Tode im Jahre 1991 zur Verfügung. Des Weiteren war er weiterhin im Bereich Leistenweiterentwicklung der Firma Brütting tätig. Im gleichen Jahr wurde die Firma erneut umbenannt und hieß fortan Brütting & Co.EB-Sport Int. GmbH.
Elf Jahre später (2002) ging Gerhard Krapp in den Ruhestand und Bernhard Meyer wurde zum Inhaber der Firma Brütting. Nach Jahren der Expansion führte Brütting 2007 die neue Eigenmarke EB-Kids ein und löste damit im Kinderschuh-Segment seine Maus-Kollektion ab. Bernhard Meyer wurde 2011 von Tobias Dormann als Geschäftsführer abgelöst. Bernhard Meyer ist seitdem als Berater der Firma Brütting tätig.

## Produktion und Vertrieb
Der bekannteste und meistverkaufte Schuh ist der „Roadrunner“, gefolgt von „Astroturfer“, „Marathon“ und „Multiplex“. Neben den handgemachten Sportschuhen werden noch andere Schuhe für verschiedene Sport-, Mode- und Freizeit-Bereiche bis hin zu Kinderschuhen und Übergrößen hergestellt. Produziert wird in Europa und Asien. 2016 machte Brütting 90 Prozent seines Umsatzes in Asien.

## Zitate
„Mit Brüttings Modellen liefen dann fast ein Jahrzehnt die deutschen Spitzenläufer und viele der Weltelite […] Franz-Josef Kemper, Manfred Steffny, Werner Gierke, Manfred Lötzerich, Hans-Jürgen Orthmann, Gerhard Weidner – und neben ihnen griffen tausend Namenlose zum gleichen Modell.“